# Casey Stoney
Pour les articles homonymes, voir Stoney.
Casey Stoney, née le 13 mai 1982 à Basildon (Essex, Royaume-Uni), est une ancienne joueuse de football internationale anglaise aujourd'hui coach .
Elle compte 130 sélections avec l'Angleterre et a été capitaine de l'équipe, notamment aux Jeux olympiques de Londres en 2012.

## Carrière en club
À l'age de 12 ans, Casey Stoney joue pour le club londonien de Chelsea Ladies Football Club.
Au cours de l’été 2002, elle rejoint Charlton Athletic Women's Football Club dont elle est capitaine et  mène le club à sa premiere finale de Coupe d'Angleterre féminine de football et gagne la coupe en 2004. À la suite de la relégation de l’équipe masculine du Charlton Athletic en 2007 et la dissolution de l’équipe féminine qui s'ensuivit, Casey Stoney signe pour Chelsea Ladies en juillet. Le 13 Mars 2010, elle rejoint Lincoln Ladies FC pour pouvoir s’entraîner à temps plein. En 2014, elle signe un contrat de 2 ans avec Arsenal ladies, souhaitant gagner plus de trophées. Le 13 décembre 2016, elle change pour Liverpool.

## Carrière internationale
Casey Stoney fait ses débuts de joueuse internationale en mars 2002 contre l'équipe de Norvège.
Casey Stoney remporte le prix Player of the Year International pour la saison 2007-08, devant Anita Asante et Alex Scott. En mai 2009, elle est l'une des dix-sept premières joueuses à être sous contrat avec la Football Association.
Avril 2012, à la suite de la retraite de Faye White du football international, Casey Stoney est nommée capitaine de l'équipe nationale anglaise.
En 2013, Casey Stoney devient la première femme membre du comité de direction de la Professional Footballers' Association. Elle mène l'Angleterre dans sa campagne pour le Championnat d'Europe féminin de football 2013, mais l'équipe fini à la dernière place.
Elle est sélectionnée parmi l'effectif britannique des Jeux olympiques 2012.
Après avoir été sélectionnée pour sa troisième Coupe du monde consécutive, elle déclare que la Coupe du monde féminine 2015 au Canada serait sa dernière. Jouant majoritairement comme remplaçante, elle fait partie de la première équipe anglaise à se qualifier pour les demi-finales.

## Carrière d’entraîneuse

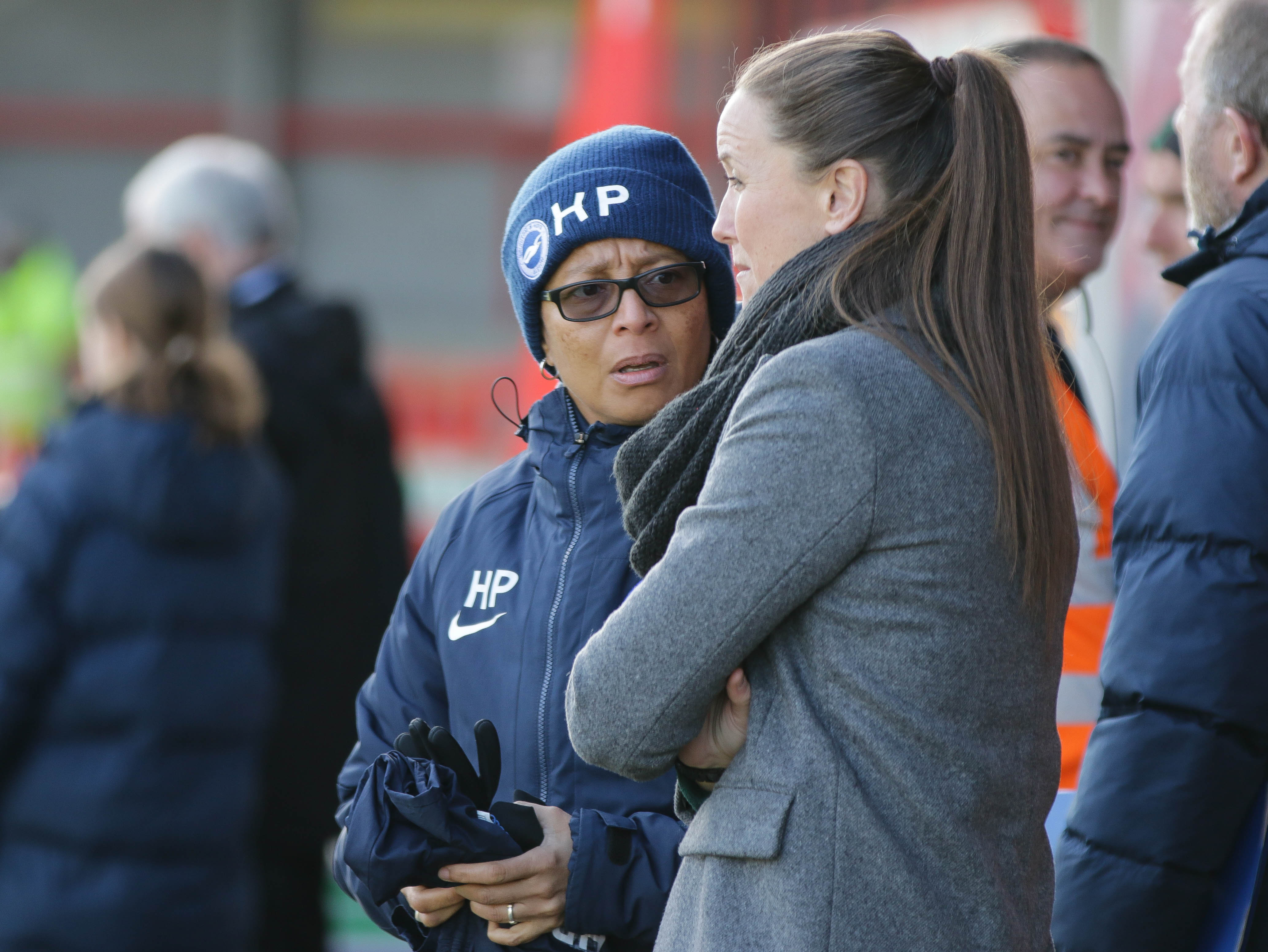
Hope Powell et Casey Stoney.

Le 8 juin 2018 elle est nommée coach de la toute nouvelle équipe féminine de Manchester United Women FC. Lors de la saison inaugurale, United remporte le championnat d'Angleterre féminin de football de deuxième division et la promotion en première division du championnat en gagnant 18 des 20 matchs joués et n'en perdant qu'un seul,,.
En 2018, elle rejoint l’équipe de Phil Neville en soutien de l'équipe d'Angleterre féminine de football.
Le 14 juillet 2021, Casey Stoney devient entraîneuse de la nouvelle équipe feminine de football de San Diego qui commence à jouer en 2022,. Elle remporte le trophée d'entraîneuse de la saison, après avoir fini à la 3e place du championnat.
En 2023, le club remporte le NWSL shield en finissant à la première place de la saison régulière.

## Palmarès
- Championnat d'Angleterre de football féminin (2) : 2000-01, 2001-02
- Coupe d'Angleterre de football féminin (3) : 2000-01, 2004-2005, 2015-16
- Coupe de la ligue d'Angleterre féminine (4) : 1999-00, 2000-01, 2003-04, 2005-06

### Récompenses individuelles
- Membre de l'équipe type de WSL en 2014-15 et 2015-16.

## Vie Privée
En novembre 2012, Casey Stoney est nommé 50e sur la liste du journal The Independent des personnes lesbiennes et gays influentes au Royaume-Uni. Le 10 février 2014, Casey Stoney fait son coming out.
Son épouse est Meg Harris, une ancienne joueuse avec qui elle a joué à Lincoln Ladies. Elles ont ensemble 3 enfants.
Em mai 2015, l'université de l'Essex lui décerne un diplôme honorifique.